# Éric Ier de Brunswick-Calenberg-Göttingen
Pour les articles homonymes, voir Éric Ier.
Éric Ier, dit « l'Ancien » (en allemand : Erich der Ältere), né le 16 février 1470 à Neustadt am Rübenberge et mort le 30 juillet 1540 à Haguenau en Alsace, est un prince de la maison de Brunswick (Welf), fils du duc Guillaume II le Jeune et d'Élisabeth de Stolberg. Il fut duc de Brunswick-Lunebourg régnant sur les principautés réunies de Calenberg et de Göttingen de 1495 à sa mort. Il est le fondateur reconnu de la « lignée de Calenberg » des Welf, la future maison de Hanovre.

## Biographie
Éric est le fils cadet de Guillaume II « le Jeune » (1425–1503), de la lignée de Brunswick-Wolfenbüttel, et de son épouse Élisabeth (1428–1520/21), fille du comte Botho de Stolberg. À la suite de la destitution de Frédéric III le Turbulent, son frère aîné, en 1484, Guillaume II reçoit également les principautés de Calenberg et de Göttingen.
En 1491 déjà, Guillaume II commence à partager son vaste patrimoine. Tout d'abord, Éric obtient la principauté de Brunswick-Wolfenbüttel, conjointement avec son frère aîné Henri Ier. Finalement, en 1495, Guillaume abdique et remet tous ses domaines entre les mains de ses fils. En même temps a lieu le partage définitif entre les deux frères : Henri garde Wolfenbüttel et Éric, Calenberg et Göttingen. 

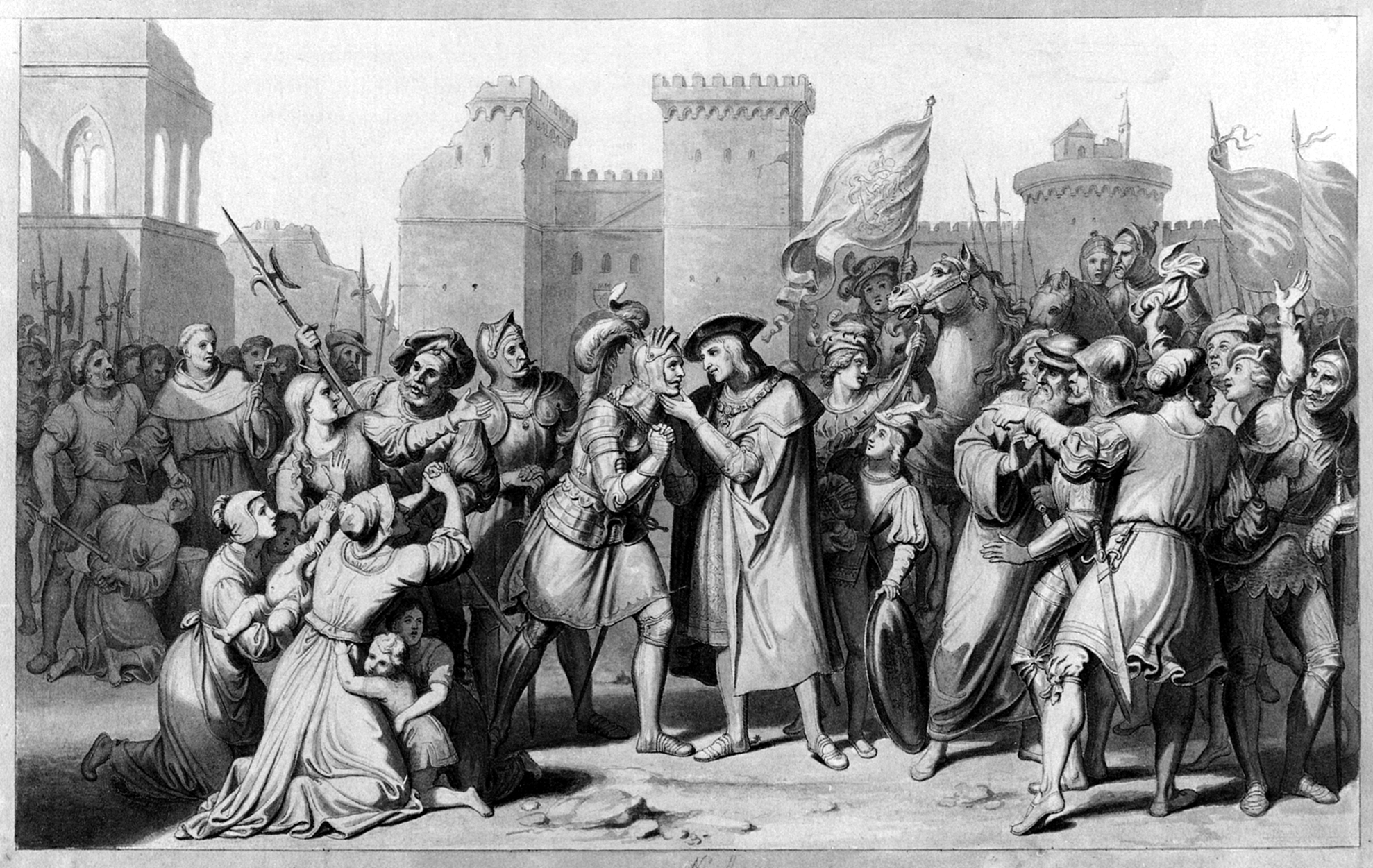
Éric et Maximilien après la prise de Kufstein, dessin de Johannes Riepenhausen (1836).

Chef militaire au service du roi Maximilien de Habsbourg, le prince est un combattant courageux qui se distingue dans les guerres contre les Ottomanes, la Venise, la Confédération suisse et la France. Pendant la guerre de Succession de Landshut, le 12 septembre 1504, il sauva la vie du futur empereur à Wenzenbach.
Sous le règne d'Éric, les deux parties de Calenberg-Göttingen s'étendant de Münden jusqu'à Neustadt sont réunies. Le château de Calenberg (près de Pattensen) fut élargi et devint la première résidence des princes. De 1519 à 1523, le prince et son neveu Henri II de Brunswick-Wolfenbüttel étaient en guerre avec l'évêque de Hildesheim et ont pu réaliser des gains territoriaux à la suite d'une sentence prononcée par l'empereur Charles Quint. En 1527, il ordonne la construction de l'Erichsburg à Dassel, château nommé en l'honneur de son fils Éric II. 
Un partisan loyal de la maison de Habsbourg, Éric fut hostile à l'arrivée de la Réforme protestante. Néanmoins, sa seconde femme Élisabeth de Brandebourg s'est convertie au protestantisme en 1538. À la suite de la mort de son époux pendant la diète de Haguenau en 1540, elle assure la régence en lieu et place de son fils mineur, et elle introduit le nouvel enseignement à la cour de Brunswick-Calenberg.

## Mariages et descendance
Vers 1496-1497, Éric épouse en premières noces Catherine (1468-1524), fille du duc Albert III de Saxe et veuve de Sigismond d'Autriche. Ils n'ont pas d'enfant.
Le 7 juillet 1525, Éric épouse en secondes noces Élisabeth (1510-1558), fille de l'électeur Joachim Ier de Brandebourg. Ils ont quatre enfants :
- Élisabeth de Brunswick-Calenberg (en) (8 avril 1526 – 19 août 1566), épouse en 1543 le comte Georges-Ernest de Henneberg ;
- Éric II (10 août 1528 – 17 novembre 1584), duc de Brunswick-Calenberg ;
- Anne-Marie (23 avril 1532 – 20 mars 1568), épouse en 1550 le duc Albert de Prusse ;
- Catherine (1534 – 10 mai 1559), épouse en 1557 Guillaume de Rosenberg, Oberburggraf de Bohême.